# 스호클란트

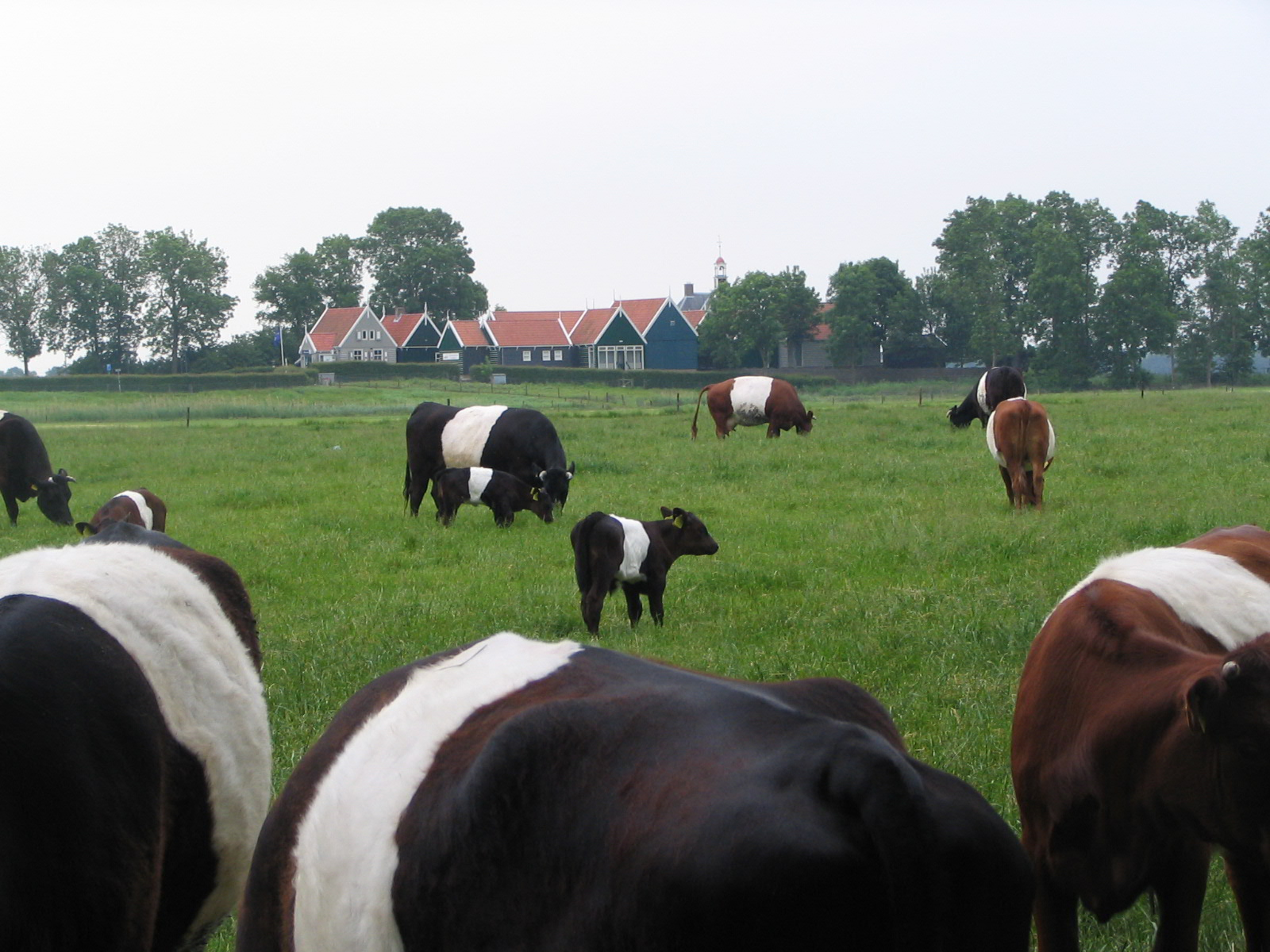

스호클란트(Schokland)는 노르도스트폴더르 안에 있는 옛 섬이다. 오버레이설주의 마을이었으나, 수해 피해가 심해 1859년에 주민을 육지로 이주시키고 캄펀에 합쳐졌다. 자위더르 간척 사업으로 노르도스트폴더르의 가운데에 놓여 육지가 되었다.